# Master of Orion II: Battle at Antares
Master of Orion II: Battle at Antares (MOO2) é um jogo 4X de estratégia ambientado no espaço sideral, projetado por Steve Barcia e Ken Burd, e desenvolvido pela Simtex, que também colaborou no predecessor Master of Orion.
O jogador precisa liderar uma das raças apresentadas no jogo contra outras raças, de forma a realizar uma competição pelo controlo do ambiente espacial.